# Oury Milshtein
Pour les articles homonymes, voir Milshtein.
Oury Milshtein, né le 6 octobre 1957 à Paris,, est un cinéaste,  producteur de cinéma et acteur français d'origine israélienne.

## Biographie
Il est le fils du peintre Zwy Milshtein. Il fut le compagnon de Kate Barry.

## Filmographie

### Cinéaste
- 2023 : Pour ton mariage

### Producteur
- 1985 : Sans toit ni loi
- 1987 : Irena et les ombres
- 1988 : Kung-fu master!
- 1988 : Jane B. par Agnès V.
- 1989 : La Fille de 15 ans
- 1990 : Tilai
- 1991 : Bar des rails
- 1994 : Mina Tannenbaum
- 1995 : Le Fabuleux Destin de madame Petlet
- 1996 : Comment je me suis disputé... (ma vie sexuelle)
- 1996 : Portraits chinois
- 2000 : La Fidélité
- 2000 : Esther Kahn
- 2000 : Les Frères Sœur
- 2002 : Mischka
- 2002 : Le Loup de la côte Ouest
- 2002 : Parlez-moi d'amour
- 2004 : Eros thérapie
- 2006 : Hell
- 2007 : La Disparue de Deauville
- 2011 : Des vents contraires
- 2012 : Dans la maison
- 2014 : Jacky au royaume des filles
- 2014 : Addicts
- 2017 : Guy

### Acteur
- 1995 : Le Fabuleux Destin de madame Petlet
- 1996 : Le Journal du séducteur : un patient du psychiatre
- 1996 : L'Appartement : le réceptionniste
- 1998 : L'Ennui : Jean-Paul
- 2000 : La Fidélité : un voisin
- 2000 : Les Frères Sœur : le garçon de café
- 2002 : Parlez-moi d'amour : un homme au bureau
- 2007 : La Disparue de Deauville : un voiturier de l'hôtel Normandy
- 2013 : Un château en Italie : un bénévole soupe populaire